# سانتیگراد (فیلم)
«سانتیگراد» (انگلیسی: Centigrade (film)) فیلمی در ژانر ترسناک به کارگردانی کالین کانینگهام است که در سال ۲۰۰۷ منتشر شد. از بازیگران آن می‌توان به کالین کانینگهام اشاره کرد.